# Seda (Litva)
Seda je město v západní části Litvy, v severním Žemaitsku, v Telšiaiském kraji, okres (lit.: savivaldybė) Mažeikiai, 24 km na jihozápad od Mažeikiů. Leží na křižovatce pěti významnějších a dalších čtyř méně významných silnic: prochází silnice č. 164 Mažeikiai – Plungė, zde začínají silnice č. 207 Seda – Židikai, č. 161 Seda – Telšiai a silnice Seda – Ylakiai. Dále silnice místního významu: Seda – Rubikai, Seda – Žemalė, Seda – Dagiai a Seda – Žemaičių Kalvarija.
Městem protéká řeka Varduva, na jižním okraji města se do ní vlévá Sruoja. Na východním okraji města je jezero Sedula, podle kterého město dostalo název. Na západě, směrem k obci Kalnijos je rybník Kalnijų tvenkinys. Náměstí v Sedě je urbanistickou památkou, vede do něj šest cest, odedávna důležité tržní místo. Jsou zde dva kostely: Nanebevzetí Nejsv. Panenky Marie (od r. 1770) a Svatého Jana Nepomuckého (od r. 1783). Dále gymnázium Vytautase Mačernise, kulturní dům, Sedská filiálka Konzervatoře v Mažeikách, městská knihovna (od r. 1937), poliklinika, pošta, hasičská zbrojnice, spořitelní a úvěrní družstva.